# VTB Bank

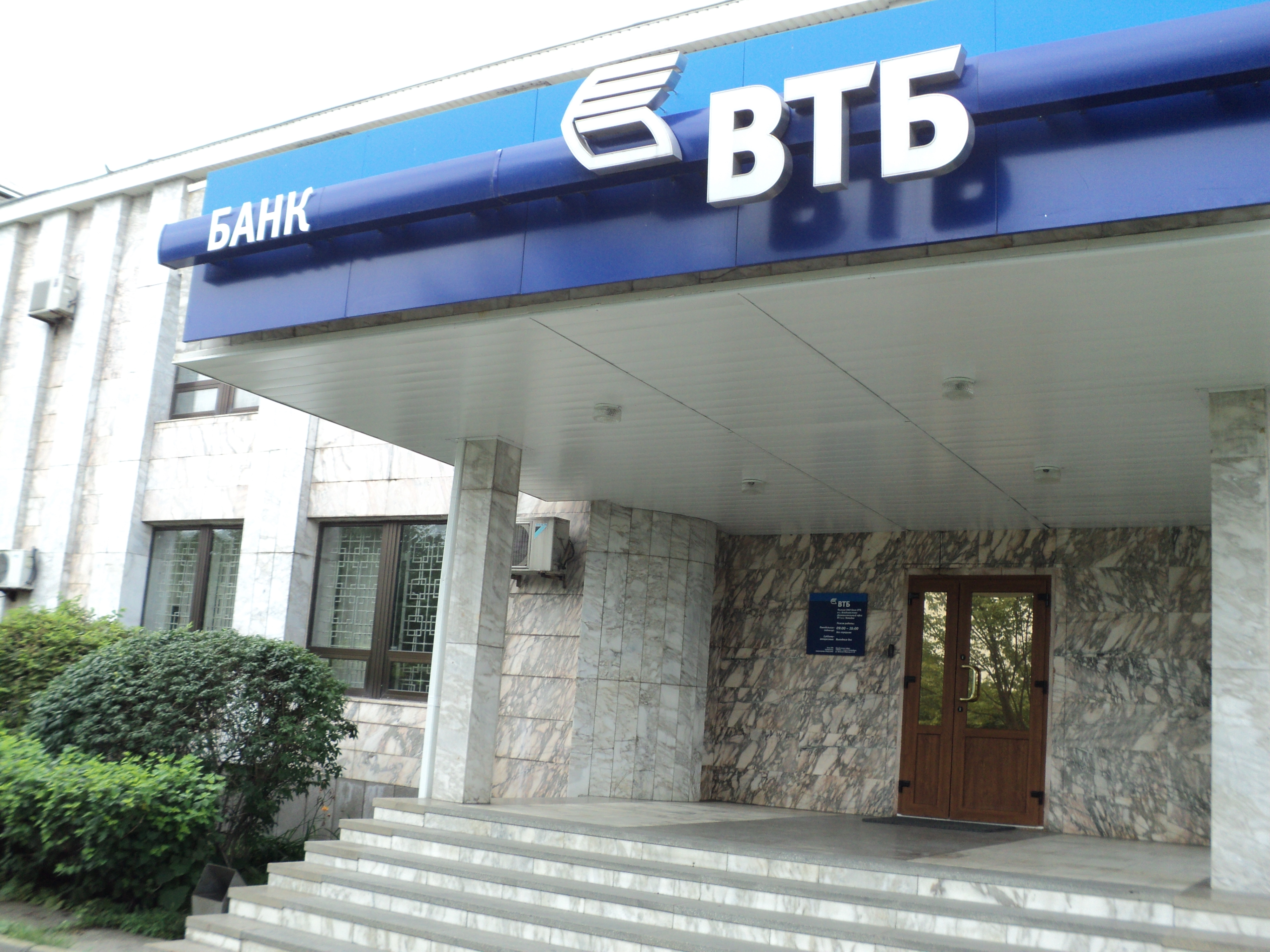
VTB-filiaal in Nachodka

VTB bank (Russisch: Банк ВТБ, voorheen Vnesjtorgbank, van внешней торговли банк, buitenlandse handelsbank) is een van de grootste banken in Rusland met het hoofdkantoor in Moskou. Grootste aandeelhouder is de Russische staat. De bank werd opgericht op 17 oktober 1990 vooral met het doel het internationale betalingsverkeer te verzorgen.

## Activiteiten
VTB Bank is de op een na grootste bank in Rusland, alleen Sberbank is groter. Het heeft een netwerk van 1500 kantoren en buiten Rusland is het actief in 15 landen. De bank biedt een breed spectrum van financiële diensten aan zo'n 15 miljoen particulieren en bedrijven, waaronder deposito's en leningen, bankpassen en kredietkaarten, geldoverboekingen, bankverzekeringen en vermogensbeheer. In 2016 werd een joint venture met de Russische postbedrijf Potsjta Rossii opgezet. Postal Bank biedt VTB bankdiensten aan in duizenden postkantoren. Het had in 2020 zo’n 79.000 medewerkers. Het heeft buiten Rusland vestigingen in de voormalige landen van de Sovjet-Unie, maar ook in Duitsland, Italië en de Volksrepubliek China.
In 2020 had de bank in Rusland een vijfde van de uitstaande leningen aan bedrijven en particulieren verstrekt. Het had een balanstotaal van 18,1 biljoen roebel (ca. 200 miljard euro) per 31 december 2020.
De Russische staat heeft 92,2% van de aandelen in handen. Een groot deel hiervan hebben geen stemrecht, waardoor het stemrecht van de Staat op 60,9% ligt. De preferente aandelen hebben geen stemrecht, de gewone aandelen wel. De aandelen en certificaten van aandelen worden verhandeld op de Beurs van Moskou en de London Stock Exchange. In 2007 ging het als eerste Russische bank naar de aandelenbeurs en haalde met de introductie US$ 8 miljard op. De totale beurswaarde van de bank kwam daarmee op US$ 35 miljard. In 2011 en 2013 verkocht de overheid aandelen in VTB waarmee het belang daalde van 85% naar 61%.
Na de Russische invasie van Oekraïne in februari 2022, volgden zware economische sancties door westerse landen tegen Rusland. De Europese Unie besloot zeven Russische banken uit Society for Worldwide Interbank Financial Telecommunication (SWIFT) te verwijderen waaronder VTB Bank. Van de grote banken houden alleen Sberbank en Gazprombank toegang tot SWIFT. Vanaf 1 maart 2022 is de beursnotering van het bedrijf op de London Stock Exchange stilgelegd.
In december 2022 kocht VTB Bank het hele aandelenbelang in Bank Otkritie Financial Corporation. VTB Bank heeft 340 miljard roebel (circa US$ 4,7 miljard) betaald. De verkoper was de Centrale Bank van Rusland en de transactie is nog in 2022 afgerond.